# Hiến pháp Hàn Quốc
Hiến pháp Hàn Quốc (Đại Hàn Dân Quốc, tiếng Hàn: 대한민국 헌법/ 大韓民國憲法 (Đại Hàn Dân Quốc Hiến pháp)) được ban hành ngày 17 tháng 7 năm 1948 và được sửa đổi lần cuối ngày 29 tháng 10 năm 1987.

## Lịch sử

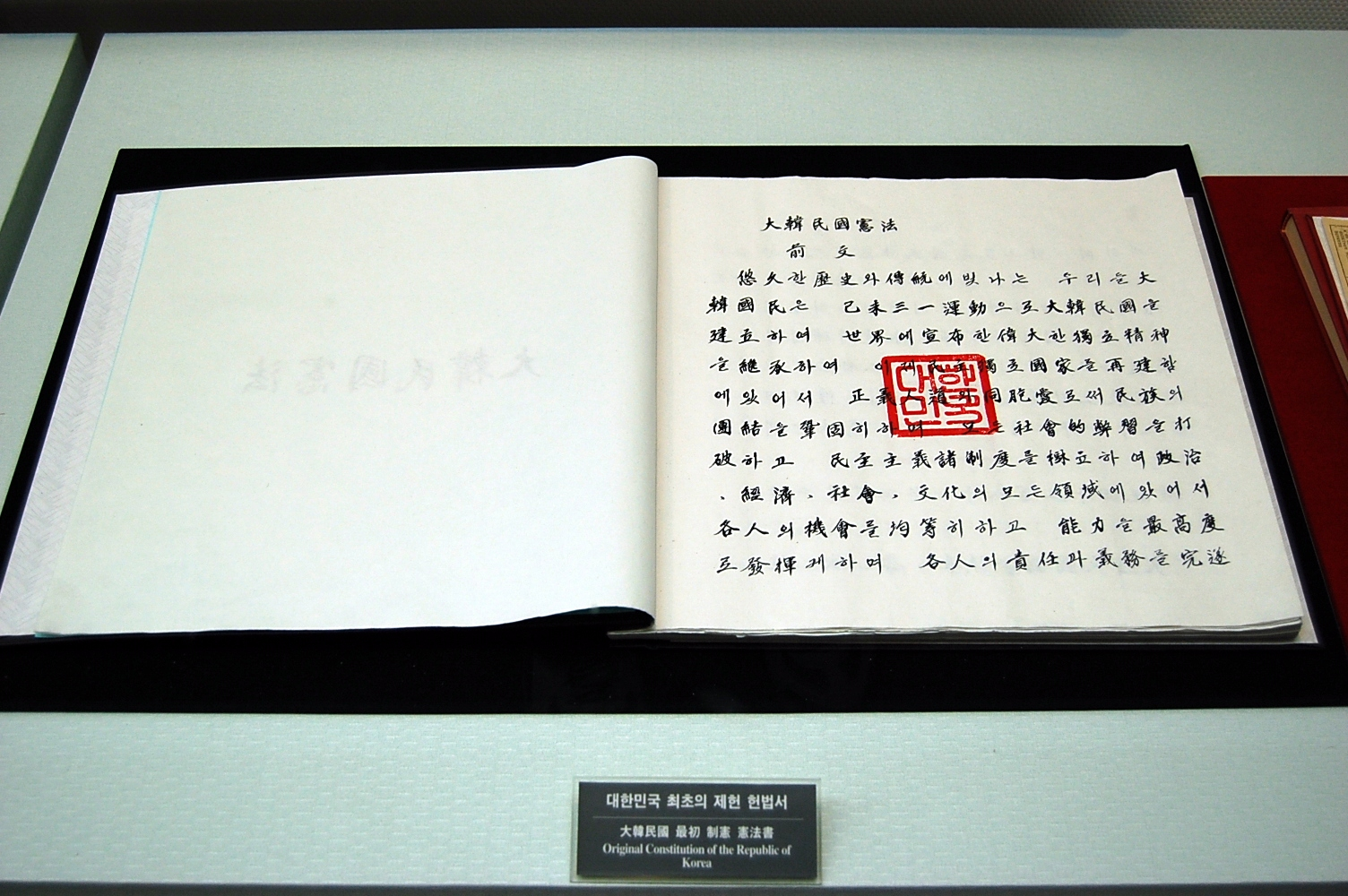
Bản Hiến pháp đầu tiên của Hàn Quốc

Hiến pháp đầu tiên của Hàn Quốc được ban hành vào ngày 17/7/1948 sau khi giành được độc lập từ Đế quốc Nhật Bản. Bản Hiến pháp này cho đến nay đã được sửa đổi 9 lần, trong đó có 5 lần sửa đổi lớn, gần như là viết lại hoàn toàn, đó là các bản Hiến pháp năm 1960, 1962, 1980 và 1987. Như vậy, từ khi bản Hiến pháp đầu tiên được ban hành (1948) cho đến bản Hiến pháp gần đây nhất (1987), tính trung bình cứ gần 4 năm, Hiến pháp của Hàn Quốc lại được sửa đổi một lần. Việc sửa đổi hiến pháp ở Hàn Quốc mặc dù diễn ra nhiều lần nhưng chủ yếu là xoay quanh các vấn đề về lựa chọn mô hình chế độ đại nghị hay tổng thống, kéo dài hay rút ngắn nhiệm kỳ Tổng thống, bầu Tổng thống trực tiếp hay gián tiếp.
Hiến pháp 1948 được sửa đổi lần đầu tiên vào năm 1952 khi Tổng thống Syngman Rhee muốn kéo dài nhiệm kỳ của mình. Trong lần sửa đổi này, chế độ đơn viện đã được thay thế bằng chế độ lưỡng viện và việc Tổng thống do Quốc hội bầu ra như trước đây được thay thế bằng việc Tổng thống do nhân dân trực tiếp bầu ra.
Vào năm 1954, Tổng thống Rhee lại tiến hành sửa đổi Hiến pháp để cho phép mình được hưởng nhiệm kỳ Tổng thống vô giới hạn. Tuy nhiên, vào năm 1960, Tổng thống Rhee đã thất cử khi không nhận được sự ủng hộ của dân chúng trong kỳ bầu cử tổng thống. Sau khi chính quyền của Tổng thống Rhee sụp đổ, nhu cầu sửa đổi Hiến pháp lại xuất hiện và do vậy nền Cộng hòa thứ Hai của Hàn Quốc đã ra đời với một bản Hiến pháp dân chủ vào năm 1960. Theo bản Hiến pháp này, chính thể cộng hòa tổng thống trước đó đã được thay thế bởi chính thể cộng hòa đại nghị. Cũng trong năm 1960, lần sửa đổi Hiến pháp thứ tư đã diễn ra, theo đó Hiến pháp đã quy định về việc trừng phạt các hành vi gian lận bầu cử, tham nhũng và phân bổ tài sản công sai quy định.
Tuy nhiên, do cuộc đảo chính vào năm 1961 của Park Chung Hee, nên bản Hiến pháp 1960 đã bị vô hiệu hóa và vào năm 1962 Hiến pháp của nền Cộng hòa thứ Ba đã được thông qua với các điều khoản gần như được viết lại hoàn toàn so với bản Hiến pháp trước đó. Bản Hiến pháp này có nhiều nội dung tương tự như Hiến pháp của Hoa Kỳ với mô hình cộng hòa tổng thống. Đến năm 1969, Hiến pháp đã được sửa đổi lần thứ sáu theo đó số lần được nắm giữ nhiệm kỳ tổng thống đã được tăng lên 3 lần nhằm tạo cơ sở cho Park Chung Hee có thể tiếp tục giữ vị trí Tổng thống. Vào năm 1972, Tổng thống Park mở rộng thêm quyền hành của mình bằng bản Hiến pháp của nền Cộng hòa thứ Tư, còn gọi là Hiến pháp Yusin. Bản Hiến pháp này quy định nhiệm kỳ tổng thống không giới hạn và quyền lực tập trung cao độ hơn nữa vào tay Tổng thống nhưng vẫn cho phép đa nguyên, đa đảng. Tổng thống có thể chỉ định một phần ba số ghế ở Quốc hội, có thể giải tán Quốc hội, có quyền ban hành các sắc lệnh khẩn cấp để có thể dễ dàng đàn áp các nhóm hoặc các cá nhân đối lập.
Sau khi Tổng thống Park Chung Hee bị chết do ám sát vào năm 1979, nền Cộng hòa thứ Năm được bắt đầu bởi bản Hiến pháp 1980 dưới
thời Tổng thống Chun Doo Hwan. Đây cũng là lần thứ ba bản Hiến pháp được viết lại một cách hoàn toàn. Theo quy định của bản Hiến pháp này, vị thế của Tổng thống yếu hơn so với trước đây. Tổng thống được bầu một cách gián tiếp với nhiệm kỳ duy nhất bảy năm. Do các cuộc biểu tình ủng hộ dân chủ lên cao vào năm 1987 (Phong trào Dân chủ tháng Sáu) tại Hàn Quốc, bản Hiến pháp mới của nền Cộng hòa thứ Sáu đã ra đời vào năm 1987. Đạo luật sửa đổi hiến pháp được Quốc hội thông qua vào ngày 12 tháng 10 năm 1987 và nhận được 93% phiếu ủng hộ trong cuộc trưng cầu ý dân vào ngày 28 tháng 10 năm 1987.
Bản Hiến pháp 1987 đã có hiệu lực từ ngày 25 tháng 2 năm 1988 khi ông Roh Tae-woo nhậm chức Tổng thống. Theo bản Hiến pháp này, Tổng thống có nhiệm kỳ duy nhất năm năm và do nhân dân trực tiếp bầu ra. Quyền lực của Quốc hội được tăng lên so với trước đây. Quyền và tự do của con người được ghi nhận và bảo đảm đầy đủ hơn. Đặc biệt, Tòa án Hiến pháp đã được thành lập theo mô hình của Châu Âu là điểm đến của các công dân khi cần bảo vệ các quyền và tự do cơ bản của mình.

## Cấu trúc
Bao gồm Lời nói đầu và 10 chương, quy định quyền tự do cơ bản của công dân, quy định quyền và nhiệm vụ của các cơ quan hành pháp, lập pháp và tu chính Hiến pháp.

### Quy định chung
Quy định chung nằm trong chương đầu tiên của Hiến pháp. Với nội dung tóm lược về chủ thể Hàn Quốc và quyền cơ bản của chính quyền với công dân.
Điều 3 và Điều 4 Hiến pháp quy định:
Lãnh thổ của Hàn Quốc gồm bán đảo Triều Tiên và các đảo lân cận.
Cộng hòa Hàn Quốc sẽ tìm cách thống nhất quốc gia, sẽ hình thành và thực hiện chính sách thống nhất hòa bình dựa trên nguyên tắc tự do và dân chủ.
Thể hiện sự mong ước thống nhất 2 quốc gia Triều Tiên Bắc và Nam.

### Quyền và Nghĩa vụ của công dân
Quyền và Nghĩa vụ của công dân là chương thứ 2 trong bản Hiến pháp, từ điều 10 tới điều 39. Nội dung nêu ra quyền của công dân được thực hiện và nghĩa vụ phải thực hiện đi kèm với các quyền đó. Tuy nhiên các quyền đó không được ảnh hưởng tới an ninh quốc gia.

### Quốc hội
Quyền và nhiệm vụ của Quốc hội được quy định tại chương 3 của Hiến pháp từ điều 40 đến 65. Quy định chế độ bầu cử nhiệm vụ của Chủ tịch và các Ủy ban của Quốc hội.
Điều 40
Quyền lập pháp được trao cho Quốc hội.

### Cơ quan hành pháp
Cơ quan hành pháp bao gồm các mục Tổng thống, Chính phủ được quy định từ điều 66 tới 100. Quy định về quyền hạn và nhiệm vụ của Tổng thống, Chính phủ và các cơ quan thuộc Chính phủ.

### Tòa án
Tòa án được quy định riêng tại chương 5 từ điều 101 tới 110. Và Tòa án Hiến pháp được quy định tại chương 6 từ điều 111 tới 113.

### Tu chính Hiến pháp
Sau các bản sửa đổi Hiến pháp trong lịch sử, Hiến pháp mới quy định chặt chẽ việc tu chính hơn nữa. Không cho phép Tổng thống đương nhiệm có quyền tu chính Hiến pháp về việc kéo dài nhiệm kỳ hoặc tái cử nhiệm kỳ mới.
Điều 128 
1. Quyền đề nghị sửa đổi Hiến pháp thuộc về đa số của tổng số thành viên Quốc hội và Tổng thống.
2. Các sửa đổi Hiến pháp để kéo dài nhiệm kỳ của Tổng thống hoặc để cho phép Tổng thống tái cử không được áp dụng đối với Tổng thống đương nhiệm vào thời điểm có các đề xuất sửa đổi đó.

Điều 129 
1. Các đề xuất sửa đổi Hiến pháp phải được Tổng thống công bố ra công chúng tối thiểu trong hai mươi ngày.

Điều 130 
1. Quốc hội phải ra quyết định về các đề xuất sửa đổi Hiến pháp trong vòng sáu mươi ngày sau khi các đề xuất này được công bố, và đề xuất đó chỉ được thông qua khi có sự đồng thuận của tối thiểu hai phần ba tổng số đại biểu Quốc hội.
2. Các đề xuất sửa đổi Hiến pháp được đưa ra trưng cầu ý dân không muộn hơn ba mươi ngày sau khi được Quốc hội thông qua, và đề xuất đó chỉ được thông qua khi nhận được sự ủng hộ của ít nhất một nửa số phiếu hợp lệ trên tổng số cử tri đủ điều kiện bỏ phiếu trong cuộc bầu cử Quốc hội.
3. Khi các đề xuất sửa đổi Hiến pháp nhận được sự chấp thuận như quy định tại khoản (2), các sửa đổi Hiến pháp sẽ được chung quyết và Tổng thống công bố mà không được trì hoãn.